# Isabel de Brandemburgo-Küstrin
Isabel de Brandemburgo-Küstrin (em alemão:  Elisabeth; Küstrin, 29 de agosto de 1540 — Varsóvia, 8 de março de 1578) foi princesa de Brandemburgo-Küstrin por nascimento, e marquesa consorte de Brandemburgo-Ansbach e Brandemburgo-Kulmbach pelo seu casamento com Jorge Frederico de Brandemburgo-Ansbach.

## Família
Isabel era a filha primogênita do marquês João de Brandemburgo-Küstrin e de Catarina de Brunsvique-Volfembutel. Seus avós paternos eram Joaquim I Nestor, Príncipe-Eleitor de Brandemburgo e a princesa Isabel da Dinamarca. Seus avós maternos eram o duque Henrique V de Brunsvique-Luneburgo e Maria de Württemberg, sua primeira esposa.
Ela tinha uma única irmã, Catarina, princesa-eleitora de Brandemburgo como consorte de Joaquim III Frederico, Eleitor de Brandemburgo.

## Biografia
Aos dezoito anos, Isabel casou-se com o marquês Jorge Frederico, de dezenove anos, em 1558. Ele era filho do marquês Jorge de Brandemburgo-Ansbach e de sua terceira esposa, Emília da Saxônia.
Seu marido foi por um período o regente do Ducado da Prússia em nome de Alberto Frederico, Duque da Prússia.
O casal não teve filhos. A marquesa Isabel faleceu em 8 de março de 1578, na corte de Varsóvia, aos trinta e sete anos de idade. Ela foi enterrada na Catedral de Königsberg, na Rússia, onde seu viúvo teve erigido um monumento em seu nome.
Ele casou novamente com Sofia de Brunsvique-Luneburgo, porém não teve filhos.